# Стоножки
Стоножки (Chilopoda) са клас членестоноги от надклас Многоножки (Myriapoda). Обитават горния почвен слой, под дървесната кора и под камъните. Представителите на класа са хищници. Те хващат своята плячка с помощта на първата двойка израстъци. В тях се намират и отровни жлези, от които се впръсква в жертвата.
Известни са над 3500 вида обединени в пет разреда – Scutigeromorpha, Lithobiomorpha, Scolopendromorpha, Craterostigmomorpha и Geophilomorpha.
Клас Chilopoda включва членестоноги, които имат тяло, съставено от глава и тяло. Тялото е изградено от различен брой членчета, които притежават по една двойка крайници. Често срещан вид е къщната стоножка, която обитава и домовете на хората. Сколопендрата достига до 18 cm дължина. Тя живее във влажни места. Ухапването ѝ е болезнено и причинява зачервяване и втрисане.